# Dog Daze (film, 1937)
Pour plus de détails, voir Fiche technique et Distribution.
Dog Daze est un film américain d'animation réalisé par Friz Freleng, sorti en 1937.
Produit par Leon Schlesinger et distribué par Warner Bros., ce cartoon fait partie de la série Merrie Melodies.